# Partito Bielorusso della Sinistra "Un mondo giusto"
Il Partito Bielorusso della Sinistra "Un mondo giusto" (in bielorusso Беларуская партыя левых «Справядлівы свет»?, in russo Белорусская партия левых «Справедливый мир»?) è un partito politico bielorusso di sinistra fondato nel 1991 come successore del Partito Comunista della Bielorussia di epoca sovietica; inizialmente designato Partito Bielorusso dei Comunisti (Партыя камуністаў беларуская - ПКБ, Partyja kamunistaŭ belaruskaja - PKB), fu ridenominato nel 2009.
Il partito si oppone al regime di Aljaksandr Lukašėnka.

## Storia
Fondato come Partito Bielorusso dei Comunisti (PСB) il 7 dicembre 1991 come successore legale del Partito Comunista della Bielorussia al potere, l'organizzazione originariamente emerse come uno dei principali partiti politici nella Bielorussia indipendente. Nelle elezioni parlamentari del 1995, le prime dopo l'indipendenza, il partito ottenne 43 seggi.
Con Lukashenko diventato presidente nel 1994, si verificò una divisione all'interno del PCB e nel 1996, la fazione pro-Lukashenko del partito si staccò e formò il Partito Comunista della Bielorussia.
Nelle elezioni parlamentari del 13-17 ottobre 2004, il partito non ottenne alcun seggio.
Il partito è stato bandito per sei mesi per irregolarità burocratiche il 2 agosto 2007.
Il partito è guidato da Sergey Kalyakin. Nel febbraio 2007, Kalyakin visitò gli Stati Uniti e incontrò entrambe le camere del Congresso degli Stati Uniti, funzionari del Dipartimento di Stato e rappresentanti di organizzazioni non governative per discutere i modi in cui gli Stati Uniti potevano influenzare i processi che si stavano svolgendo in Bielorussia. Inoltre, Kalyakin ha suggerito che gli Stati Uniti, l'Unione europea e la Russia cooperino per sviluppare una politica comune nei confronti della Bielorussia.
A partire da ottobre 2009, il partito è membro del Partito della Sinistra Europea.
Nel novembre 2009 il partito ha cambiato nome in Partito Bielorusso della Sinistra "Un Mondo Giusto"

## Risultati elettorali
| Elezioni          | Voti   | Seggi   |
| ----------------- | ------ | ------- |
| Parlamentari 2012 | 98.288 | 0 / 110 |
| Parlamentari 2016 | 72.185 | 0 / 110 |
| Parlamentari 2019 | 37.861 | 0 / 110 |